# Thesium erythronicum
Thesium erythronicum är en sandelträdsväxtart som beskrevs av Pampan.. Thesium erythronicum ingår i släktet spindelörter, och familjen sandelträdsväxter. Inga underarter finns listade i Catalogue of Life.